# Apocephalus spiculus
Apocephalus spiculus är en tvåvingeart som beskrevs av Brown 2000. Apocephalus spiculus ingår i släktet Apocephalus och familjen puckelflugor.
Artens utbredningsområde är Panama. Inga underarter finns listade i Catalogue of Life.